# Collision du Cuauhtémoc avec le pont de Brooklyn
La collision du Cuauhtémoc avec le pont de Brooklyn est un accident maritime qui s’est produit le 17 mai 2025, lorsque le navire de la marine mexicaine Cuauhtémoc a heurté le pont de Brooklyn lors d’une manœuvre de sortie du port de New York. Les mâts du navire ont heurté le tablier du pont, provoquant l’effondrement d’une partie du gréement et entraînant la mort de deux personnes et de multiples blessés à bord du navire,.

## Contexte
Le Cuauhtémoc est un navire-école à voile de la marine mexicaine construit en 1981 et mis en service en juillet 1982,. Le navire, parti d’Acapulco le 4 avril 2025, était en escale au port maritime de South Street depuis le 13 mai dans le cadre d’une escale de routine.
Le pont de Brooklyn, un pont suspendu historique achevé en 1883, enjambe l’East River et relie les quartiers de Manhattan et de Brooklyn. Sa faible hauteur et son trafic intense rendent la navigation en dessous difficile pour les grands navires. Le tablier du pont est de 38,71 m.
Le navire devait visiter 22 ports dans 15 pays, dont Kingston, en Jamaïque, La Havane, à Cuba et Cozumel, au Mexique, sur une période de 170 jours.

## Circonstances de l’accident
La collision a eu lieu vers 20 h 26 le 17 mai, alors que le Cuauhtémoc prenait la mer et, pour des raisons encore inconnues et sans puissance suffisante pour manœuvrer, a été entraîné sous le pont de Brooklyn, s'écrasant sur la travée. Juste avant la collision, le navire a été vu se déplacer rapidement en marche arrière. Selon la police new-yorkaise, le Cuauhtémoc, à la suite d'une avarie de propulsion, a perdu de la puissance et s’est dirigé vers le pont, qu'il a heurté par l'arrière, avant de passer en dessous, ses trois mâts se brisant successivement. Le voilier dispose d’un moteur diesel de 750 cv entrainant une seule hélice. Le responsable Wilson Aramboles a déclaré que le Cuauhtémoc était censé se diriger vers la mer et non vers le pont de Brooklyn. Des vidéos circulant sur les réseaux sociaux et confirmées par les médias montrent les mâts de perroquet du navire heurtant le pont et se brisant, et le navire continuant sa route en raclant le revêtement du front de mer. La collision s'est produite avec 277 personnes à bord au moment des faits,. L’impact a causé des dommages importants aux mâts du navire, la mort de deux membres d’équipage et des blessures à plusieurs autres membres d’équipage, dont trois ont été signalés dans un état critique. De plus, plusieurs marins ont été aperçus accrochés aux mâts endommagés, mais aucun n’est tombé dans la rivière,,,.

## Intervention d'urgence
Les intervenants d’urgence, notamment les unités du FDNY, de l’unité portuaire du NYPD et des garde-côtes américains, sont arrivés sur les lieux peu de temps après la collision. Les blessés ont été transportés vers des installations médicales à proximité,.

## Conséquences
Immédiatement après la collision, le navire a été mis à quai pendant que la marine mexicaine, en coordination avec les autorités américaines, évaluait les dégâts. Le Secrétariat de la Marine mexicaine a publié une déclaration officielle confirmant la collision et promettant la transparence lors de l’enquête en cours. Le pont de Brooklyn n’a subi aucun dommage structurel majeur, mais est toutefois resté fermé quelques heures afin de permettre de s’assurer de la sécurité des usagers. Le Département des transports de la ville de New York n’a pas publié de déclarations spécifiques sur l’état du pont, mais des fermetures pour entretien de routine ont été prévues peu de temps après l’incident. Selon un porte-parole, le maire de New York, Eric Adams, a été informé de la collision et devrait se rendre sur les lieux de l'incident. Le département de police de New York a publié sur X : « Attendez-vous à un trafic intense et à une forte présence de véhicules d'urgence dans les environs. ».

## Enquête
Le NTSB enquête actuellement sur l’incident. La marine mexicaine a déclaré qu'elle mènerait une enquête interne.